# Flèche finistérienne
La Flèche finistérienne est une course cycliste française disputée autour de Brest, dans le département du Finistère. Elle est créée en 1973 par l'initiative de Jacques Beauvillain, président du Véloce Club Brestois.
En 1984, et de 1987 à 1989, l'épreuve est classée en catégorie "open", c'est-à-dire ouverte aux coureurs professionnels.

## Palmarès
| Année | Vainqueur              | Deuxième            | Troisième            |
| ----- | ---------------------- | ------------------- | -------------------- |
| 1973  | Christian Le Priol     | Georges Talbourdet  | David Wells          |
| 1974  | André Carlo            | Yvon Touche         | Henri Le Gall        |
| 1975  | Jean-Paul Maho         | Alain Rocaboy       | Eugène Plet          |
| 1976  | Jean-Claude Daunat     | Serge Coquelin      | Lucien Tarsiguel     |
| 1977  | Jean-Paul Maho         | Patrick Robin       | André Bizeul         |
| 1978  | Yves Ravaleu           | Michel Le Sourd     | Alain Nogues         |
| 1979  | Hugues Grondin         | Jean-Paul Maho      | Michel Le Sourd      |
| 1980  | Pierre-Henri Menthéour | Gérard Kerbrat      | J.-P. Paul           |
| 1981  | John Mangan (en)       | Bernard Pineau      | Jacky Gesbert        |
| 1982  | Wim Van Eynde          | Bernard Pineau      | Loïc Le Flohic       |
| 1983  | Dominique Le Bon       | Philippe Magnien    | François Lemarchand  |
| 1984  | Marc Madiot            | Jacques Michaud     | Vincent Barteau      |
| 1985  | Gaëtan Leray           | Eugène Plet         | Pascal Churin        |
| 1986  | Jean-Louis Conan       | Jean-François Morio | Frédéric Gallerne    |
| 1987  | Philippe Dalibard      | Dominique Gaigne    | Dominique Le Bon     |
| 1988  | Philippe Leleu         | Serge Bodin         | Jean-Philippe Rouxel |
| 1989  | Jean-Philippe Rouxel   | Jean-Louis Conan    | Philippe Dalibard    |
| 1990  | Pascal Churin          | Philippe Dalibard   | Loïc Robert          |
| 1991  | Gilles Maignan         | Franck Kerdudo      | Youri Sourkov        |
| 1992  | Dominique Le Bon       | Jean-Luc Poder      | Camille Coualan      |
| 1993  | Pierre-Henri Menthéour | Jean-Jacques Lamour | Jean-Philippe Rouxel |
| 1994  | Camille Coualan        | David Mallégol      | Jean-Jacques Lamour  |
| 1995  | pas de course          |                     |                      |
| 1996  | Philippe Bresset       | Erwan Jan           | Jean-Philippe Rouxel |
| 1997  | Michel Lallouët        | Franck Morelle      | Jean-Philippe Yon    |
| 1998  | David Berthou          | Christophe Gauthier | Artūras Trumpauskas  |
| 1999  | Alain Saillour         | Stéphane Pétilleau  | David Berthou        |
| 2000  | Bruno Redondo          | Denis Salmon        | Olivier Rémy         |
| 2001  | Jérôme Guisneuf        | Frédéric Lubert     | Marc Staelen         |